# Гримсбург
«Гримсбург» (англ. Grimsburg) — американский детективный комедийный мультсериал для взрослых, созданный Катланом МакКлелландом и Мэттью Шлисселем для канала Fox. Премьера мультсериала состоялась 7 января 2024 года в программном блоке Animation Domination.

## Сюжет
Марвин Флейта — опустившийся и уставший от жизни бывший полицейский, который влачит одинокое существование в своей квартире. Поскольку Флейта всё же был хорошим детективом, к нему обращается лейтенант Джон Канг с просьбой вернуться в городок Гримсбург, чтобы разобраться с местными загадочными преступлениями. Помимо всего прочего в Гримсбурге Флейту ожидает встреча с бывшей женой и сыном, которому Марвин никогда не уделял достаточно внимания. На почве психологических проблем у мальчика появился воображаемый друг в виде говорящего скелета.

## Роли озвучивали
- Джон Хэмм — Марвин Флейта; детектив
- Рейчел Дрэтч — Стэн Флейта; сын Марвина
- Эринн Хейс — Хармони Флейта; бывшая жена Марвина и мама Стэна
- Кевин Майкл Ричардсон — Грег Саммерс; детектив, получеловек-полукиборг
- Алан Тьюдик —
  - доктор Руфус Пентос; заключённый и учитель
  - Мистер Флэш; воображаемый друг Стэна
- Грег Чун — Джон Канг; лейтенант полиции
- Венди Маклендон-Кови — шеф Стамос; начальник Марвина
- Каньехтио Хорн — Вайнона Уайтклауд; патологоанатом
- Рози Перес — Мартина Мартинес; детектив
- Хайме Камил — мэр Дилквес; мэр Гримсбурга
- Мартин Шорт — Отис Вулкановиц; новый детектив

## Производство
В октябре 2021 года стало известно, что компания Fox работает над новым мультсериалом «Гримсбург». Создателями мультсериала выступили Катлан МакКлелланд и Мэттью Шлиссел. Главный герой сериала — детектив Марвин Флейта, которого озвучивает Джон Хэмм. В октябре 2022 года стало известно, что мультсериал продлён на 2 сезон. Премьера первого сезона состоялась 7 января 2024 года в блоке Animation Domination. Премьера второго сезона состоялась 16 февраля 2025 года. В мае 2025 года стало известно, что мультсериал продлён на 3 сезон.

## Приём
На сайте Rotten Tomatoes рейтинг «свежести» мультсериала составляет 63 %, на Metacritic у мультсериала 58 баллов из 100.

## Список эпизодов

### 1 сезон (2024)
| № общий | № в сезоне | Название                          | Режиссёр           | Сценарист                                        | Премьерный показ |
| ------- | ---------- | --------------------------------- | ------------------ | ------------------------------------------------ | ---------------- |
| 1       | 1          | «Pilot»                           | Рой Бурдин         | Катлан МакКлелланд и Мэттью Шлиссел              | 7 января 2024    |
| 2       | 2          | «The Flute Show»                  | Ти Джи Хопкинс     | Джонатан Грин и Гейб Миллер                      | 18 февраля 2024  |
| 3       | 3          | «McSnuff the Mystery Mutt»        | Рой Бурдин         | Сиена Ист                                        | 25 февраля 2024  |
| 4       | 4          | «The Flute-itive»                 | Кейтлин Ванарсдейл | Кристина Фрил и Коннор Райт                      | 3 марта 2024     |
| 5       | 5          | «Say Yes to the Death»            | Рой Бурдин         | Катлан МакКлелланд и Мэттью Шлиссел              | 10 марта 2024    |
| 6       | 6          | «Murder on the Splurt Express»    | Ти Джи Хопкинс     | Кристина Фрил и Коннор Райт                      | 17 марта 2024    |
| 7       | 7          | «Camp Slasher»                    | Кейтлин Ванарсдейл | Лаура Краффт                                     | 24 марта 2024    |
| 8       | 8          | «Manchine»                        | Орландо Гуматай    | Лаура Краффт                                     | 7 апреля 2024    |
| 9       | 9          | «The Funaways»                    | Ти Джи Хопкинс     | Андрес Ду Буше                                   | 14 апреля 2024   |
| 10      | 10         | «The Big Trouble with Lil’ Betsy» | Марк Гарсия        | Майлз Вудс                                       | 21 апреля 2024   |
| 11      | 11         | «And the Winner Is… Murder!»      | Кейтлин Ванарсдейл | Катлан МакКлелланд, Мэттью Шлиссел и Чадд Гиндин | 28 апреля 2024   |
| 12      | 12         | «Younger Games»                   | Марк Гарсия        | Джонатан Грин и Гейб Миллер                      | 5 мая 2024       |
| 13      | 13         | «The Danish Dilemma»              | Рой Бурдин         | Чадд Гиндин и Кирстен Резазаде-Якоб              | 12 мая 2024      |

### 2 сезон (2025)
| № общий | № в сезоне | Название                                  | Режиссёр        | Сценарист                           | Премьерный показ |
| ------- | ---------- | ----------------------------------------- | --------------- | ----------------------------------- | ---------------- |
| 14      | 1          | «Haunted Housewife»                       | Ти Джи Хопкинс  | Джон Винер                          | 16 февраля 2025  |
| 15      | 2          | «Mo11y»                                   | Марк Гарсия     | Джонатан Грин и Гейб Миллер         | 23 февраля 2025  |
| 16      | 3          | «Training Wheels Day»                     | Ти Джи Хопкинс  | Том Кауффман                        | 2 марта 2025     |
| 17      | 4          | «Granddaddy Issues»                       | Рой Бурдин      | Элизабет Типпет                     | 9 марта 2025     |
| 18      | 5          | «Daddy Daddy Bang Bang»                   | Орландо Гуматай | Джон Винер                          | 16 марта 2025    |
| 19      | 6          | «CrimeCon»                                | Марк Гарсия     | Кристина Фрил и Коннор Райт         | 23 марта 2025    |
| 20      | 7          | «Crystal Ball»                            | Орландо Гуматай | Сиена Ист                           | 30 апреля 2025   |
| 21      | 8          | «Blue Light District»                     | Марк Гарсия     | Катлан МакКлелланд и Мэттью Шлиссел | 29 мая 2025      |
| 22      | 9          | «The Undies»                              | Рой Бурдин      | Элизабет Типпет                     | 5 июня 2025      |
| 23      | 10         | «Loosey Goosey»                           | Орландо Гуматай | Сиена Ист                           | 12 июня 2025     |
| 24      | 11         | «Evidence Locker»                         | Ти Джи Хопкинс  | Андрес Ду Буше                      | 19 июня 2025     |
| 25      | 12         | «How to Lose an Ankle Monitor in 10 Days» | Ти Джи Хопкинс  | Мэттью Либман и Дэниэл Либман       | 10 июля 2025     |
| 26      | 13         | «Across the Flutiverse»                   | Рой Бурдин      | Джонатан Грин и Гейб Миллер         | 17 июля 2025     |